# Salto-Caxias-Talsperre
Die Salto-Caxias-Talsperre (Usina Hidrelétrica de Salto Caxias, offizieller Name: Governador-José-Richa-Stausee und -Wasserkraftwerk) am Rio Iguaçu im Munizip Capitão Leônidas Marques in Paraná, Brasilien staut ein Reservoir auf, das eine Fläche von 180 km² bedeckt. Das Absperrbauwerk ist eine Gewichtsstaumauer aus Walzbeton (RCC) und eines der größten seiner Art der Erde.
Es ist die erste Talsperre stromaufwärts der Iguazú-Wasserfälle und wurde zwischen 1995 und 1999 gebaut.
Betrieben wird die Anlage von Copel, die sie nach José Richa, Gouverneur von Paraná zwischen 1983 und 1986, benannt hat.

## Absperrbauwerk
Die José-Richa-Staumauer ist 67 m hoch und 1100 m lang. Der Planer, Intertechne Consultores Associados, entschied zusammen mit dem Bauherrn Copel, dass eine Walzbetonstaumauer 25 % billiger wäre als ein Schüttdamm. Bei dem Hochwasser von 1998 wurden Risse in der Staumauer festgestellt und Copel kündigte an, sie 2005 zu reparieren.

## Wasserkraftwerk
Das Kraftwerk ist 180 m lang und enthält vier 310-MW-Generatoren, die von Ansaldo Coemsa gebaut wurden. Jeder Generator wird von einer vertikalachsigen Francis-Turbine von Kværner angetrieben. Das Wasserkraftwerk hat eine Nennleistung von 1240 MW. Jährlich können 5431 GWh Strom erzeugt werden.
Auf der westlichen Seite der Staumauer gibt es 15 Einlässe zum Kraftwerk. Vom Einlaufbauwerk geht es mit vier Druckrohren aus Karbonstahl weiter, jeder hat einen Durchmesser von 11 m und ist 107 m lang. Ein Konsortium aus BSA, Coemsa und Barefame hat die Druckrohre geliefert.

## Hochwasserentlastung
Das Bauwerk hat eine Hochwasserentlastung mit 14 Radial-Verschlüssen, von denen jeder 16,5 m breit und 20 m hoch ist, um Wasser in den Kanal zum Hauptfluss abzulassen. Sie kann beinahe 50.000 m³/s abführen.

## Umsiedlungsprogramm
25 % der Kosten von 1 Milliarde US-$ wurden für ein Umsiedlungsprogramm ausgegeben für die 1000 Familien, die vom Aufstau des Reservoirs zum Umziehen gezwungen wurden. Das Programm schließt den Bau von Gemeinschaftszentren, Straßen und Kirchen ein sowie Zahlungen für Gesundheit, Umweltschutz und Bereitstellung von Land.